# Femte generationen
Femte generationen är en svensk miniserie i tre delar från 1986, regisserad av Colin Nutley. I rollerna ses bland andra Tomas Fryk, Sverre Anker Ousdal och Gunnel Fred.

## Handling
En superdator på ett sjukhus, 4042, börjar på egen hand manipulera med gravida kvinnors foster och dataspecialister kämpar för att stoppa den. Den visar sig vara särskilt intresserad av 18-årige Jens och när dataspecialisterna försöker skära av kraftförsörjningen till datorn ökar dess intresse för Jens. Den går in i Jens nervsystem och tillsammans flyr de sjukhuset. Jens och 4042:s färd går upp till raketuppskjutningsfältet Esrange i Kiruna, där man just ska skicka upp en sond i rymden.

## Rollista
- Tomas Fryk – Jens Hamrén
- Sverre Anker Ousdal – Haakon Tangstad
- Gunnel Fred – Annika Broman
- Krister Henriksson – Joseph Hamrén
- Anna Godenius – Elisabeth Hamrén
- Sten Johan Hedman	– Claes Thunberg
- Tomas Laustiola – Tarko Heikner
- Agneta Ekmanner – läkaren
- Carl Kjellgren – Thomas, Josephs assistent
- Margreth Weivers – sköterskan
- Isabella Grybe – Marita

## Om serien
Femte generationen sändes i tre 60-minutersavsnitt från 3–18 november 1986 i Sveriges Television, som även var produktionsbolag. Den fotades av Jens Fischer och musiken komponerades av Roman Jugg. Nutley fick för sin medverkan i serien motta tidningen Expressen TV-hederspris 1986.